# Phallodrilus freyi
Phallodrilus freyi är en ringmaskart. Phallodrilus freyi ingår i släktet Phallodrilus och familjen glattmaskar. Inga underarter finns listade i Catalogue of Life.